# Crossfade
Crossfade (US) är en amerikansk hårdrock/postgrunge-grupp från Columbia, South Carolina som slog igenom 2004 med deras första, självbetitlade album. Crossfades mest uppmärksammade låtar är "Cold", "So far Away", "Colors", "Already Gone", "Falling Away", "The Deep End" med flera.

## De första åren
Gruppen bildades 1999 under namnet The Nothing av sångaren och gitarristen Ed Sloan, basisten Mitch James och trummisen Brian Geiger. Efter att ha utökats med sångaren Tony Byroads bytte de namn till Sugardaddy Superstar.

## Crossfade (2004)
2004 släppte de sin första skiva, med Columbia Records, under nya namnet Crossfade. Låten "Cold" blev deras första singel och med den och flera andra låtar som "Colors" och "So Far Away" från deras första självbetitlade album blev Crossfade snabbt populära i USA. Just "Cold" nådde plats 4 på Billboard-listan "Hot Mainstream Rock Tracks". 
Samma år ersatte James Branham Geiger bakom trummorna efter att Brandom Warell tillfälligt under turné varit trumslagare. Året därpå hoppade dock den ena sångaren, Tony Byroads av. 
2006 tillkom Les Hall som gitarrist.

## Falling Away (2006) och senare
2006 kom gruppens andra album, Falling Away och "Drown You Out", "Already Gone" och "Invincible" släpptes som singlar. Drown You Out gick bäst, men albumet nådde inte alls samma succé som deras första album.
2010 arbetar de på ett nytt album, med en hårdare tongång. Albumet förväntas släppas i juli 2010, med deras nya skivbolag, Eleven Seven Music.

## Medlemmar
Nuvarande medlemmar
- Ed Sloan – sång, kompgitarr, keyboard (1999– )
- Mitch James – basgitarr, sång (1999– )
- Les Hall – gitarr (2006– )

Tidigare medlemmar
- Brian Geiger – trummor (1999-2004)
- Tony Byroads – sång, tekniska uppgifter (1999–2005)
- James Branham – trummor (2005–2010)
- Mark Castillo – trummor (2010–2012)

Turnerande medlemmar
- Brandom Warell – trummor (2005)
- Will Hunt – trummor, slagverk (2008–2010)
- Jake Valdiserri – trummor (2012– )

## Diskografi
Studioalbum
- 2004 – Crossfade
- 2006 – Falling Away
- 2011 – We All Bleed

Singlar
- 2004 – "Colors"
- 2004 – "So Far Away"
- 2004 – "Cold" / "Dead Skin"
- 2005 – "Colors"
- 2006 – "Drown You Out"
- 2006 – "Invincible"
- 2010 – "Killing Me Inside"